# 281
281（二百八十一、にひゃくはちじゅういち）は自然数、また整数において、280の次で282の前の数である。

## 性質
- 281は60番目の素数であり、1つ前は277、次は283。
  - 約数の和は282。
    - 約数の和が回文数になる25番目の数である。1つ前は274、次は300。(オンライン整数列大辞典の数列 A028980)
- 281と283は19番目の双子素数である。1つ前は(269, 271) 、次は(311, 313) 。
- オイラーの示した素数を導く式 n2+ n + 41 で導き出せる16番目の素数である。1つ前は251、次は313。
- 281 = 281 + 0 × ω (ωは1の虚立方根)
  - a + 0 × ω (a > 0) で表される32番目のアイゼンシュタイン素数である。1つ前は269、次は293。
- 19番目のソフィー・ジェルマン素数である。1つ前は251、次は293。
- 28…81 の形の最小の素数である。次は2888888888881。(オンライン整数列大辞典の数列 A101969)
- 連続する14個の素数の和である。1つ前は238、次は328。
281 = 2 + 3 + 5 + 7 + 11 + 13 + 17 + 19 + 23 + 29 + 31 + 37 + 41 + 43
  - 最初からの素数の和が素数となる6番目の素数である。1つ前は197、次は7699。(オンライン整数列大辞典の数列 A013918)
- 281 + 182 = 463
  - 281を逆順に並べた182を加えると463と素数になる。素数において逆順に並べた数を加えても素数になる8番目の数である。1つ前は277、次は439。(オンライン整数列大辞典の数列 A061783)
- 1/281 = 0.0035587188612099644128113879… (下線部は循環節で長さは28)
  - 逆数が循環小数になる数で循環節が28になる9番目の数である。1つ前は261、次は290。
- 各位の和が11になる26番目の数である。1つ前は272、次は290。
  - 各位の和が11になる数で素数になる9番目の数である。1つ前は263、次は317。(オンライン整数列大辞典の数列 A106754)
- 281 = 52 + 162
  - 異なる2つの平方数の和で表せる85番目の数である。1つ前は277、次は289。(オンライン整数列大辞典の数列 A004431)
- 281 = 22 + 92 + 142 = 32 + 42 + 162 = 42 + 112 + 122 = 62 + 72 + 142 = 92 + 102 + 102
  - 3つの平方数の和5通りで表せる6番目の数である。1つ前は269、次は350。(オンライン整数列大辞典の数列 A025325)
  - 281 = 22 + 92 + 142 = 32 + 42 + 162 = 42 + 112 + 122 = 62 + 72 + 142
    - 異なる3つの平方数の和4通りで表せる9番目の数である。1つ前は270、次は285。(オンライン整数列大辞典の数列 A025342)
- 281= 13 + 43 + 63
  - 3つの正の数の立方数の和1通りで表せる38番目の数である。1つ前は277、次は288。(オンライン整数列大辞典の数列 A025395)
  - 3つの正の数の立方数の和で表せる11番目の素数である。1つ前は277、次は307。(オンライン整数列大辞典の数列 A007490)
  - 異なる3つの正の数の立方数の和1通りで表せる14番目の数である。1つ前は251、次は288。(オンライン整数列大辞典の数列 A025399)
  - 異なる3つの正の数の立方数の和で表せる4番目の素数である。1つ前は251、次は307。(オンライン整数列大辞典の数列 A122723)
  - n = 3 のときの 1n + 4n + 6n の値とみたとき1つ前は53、次は1553。(オンライン整数列大辞典の数列 A074512)

## その他 281 に関連すること
- 年始から数えて281日目は10月8日、閏年では10月7日。
- 281系の鉄道車両。
  - JR北海道キハ281系気動車
  - JR西日本281系電車
- スカパー!のCh281は、食と旅のフーディーズTV。
- 第二八一海軍航空隊は、大日本帝国海軍の飛行隊。
- シャーキー(USS Sharkey, DD-281)は、アメリカ海軍の駆逐艦。
- サンフィッシュ(USS Sunfish, SS-281)は、アメリカ海軍の潜水艦。